# هیکی هپنر
هیکی هپنر (استونیایی: Heiki Hepner؛ زادهٔ ۱۵ ژوئیهٔ ۱۹۶۶) سیاستمدار و نماینده مجلس اهل استونی است.